# 伯笃鲁丁
伯笃鲁丁，汉姓鲁，字至道，又称鲁至道，答失蛮氏（元代对伊斯兰教士的称呼），元朝政治人物、诗人。祖先是大食人。
元英宗至治元年（1321年）进士。元惠宗至元元年（1335年）由礼部侍郎迁秘书太监。次年，出任浙东海右道肃政廉访司副使。曾修复浙东永嘉石门洞书院，告诫诸生“有学有政，需用于时”“学贵自得，学以致用”。至元三年（1337年），任岭南广西道肃政廉访副使。历任赣州路达鲁花赤、总管、建德路达鲁花赤、潭州路总管。为官清正廉洁，为人温和宽厚。人称“度量浑深”“厚德君子”。后定居广西，其后裔取“伯”为姓，复改为“白”，在桂林、马平等地，为回族著姓。
伯笃鲁丁有诗名，被明朝人戴良在《丁鹤年集序》中列为元代西域十二位著名诗人之一。其诗有“中国古作者之遗风”、“清新俊拔、成一家言”之评价。今存诗四首，其中《逍遥楼》、《浮云寺》均借景抒情。《挽樊时中参政》、《挽宝哥参政》歌颂为元朝而献身的忠臣，以“妖寇猖狂”指斥元末民变军。